# Colletes brevinodis
Colletes brevinodis är en biart som beskrevs av Joseph Vachal 1909. Colletes brevinodis ingår i släktet sidenbin, och familjen korttungebin. Inga underarter finns listade i Catalogue of Life.